# Francesco Messina
Francesco Messina (15 de dezembro de 1900 - 13 de setembro de 1995) foi um escultor italiano do século XX.

## Biografia e carreira
Francesco Messina nasceu em Linguaglossa, na província de Catania, de uma família muito pobre. Crescendo em Gênova, onde também estudou e viveu até os 32 anos, mudou-se para Milão .
Historiadores de arte  consideram-no um dos mais importantes escultores figurativos do Novecento, juntamente com Giacomo Manzù, Arturo Martini, Marino Marini . Autor de algumas das maiores obras do Novecento Italiano  e suas esculturas estão expostas nos museus mais famosos, entre os quais: Berna, Zurique, Gotemburgo, Oslo, Munique, Paris, Barcelona, Berlim, São Paulo, Buenos Aires, Veneza, Moscou, São Petersburgo, Viena, Washington, Tóquio .
A partir de 1922 começou a expor regularmente na Biennale Internazionale d'Arte de Veneza e entre 1926 e 1929 participou nas exposições organizadas pelo grupo artístico Novecento Italiano em Milão. Em 1932, mudou-se para Milão, onde em 1934 onde se tornou professor permanente em 1934 em Escultura na Accademia di Belle Arti di Brera, da qual se tornou diretor em dois anos.
Durante esses anos, sobre ele escreveu Carlo Carrà :

A escultura de Francesco Messina caracteriza-se por uma maneira simples e grandiosa, por um procedimento idealista e clássico, capaz de dar vida a formas que se tornam "imagens ideais".
Na década de 1930, Messina expôs em importantes exposições coletivas de arte italiana em Barcelona, Berlim, Berna, Gotemburgo, Munique, Oslo, Paris, São Paulo, Zurique, enquanto executa várias esculturas em muitas cidades italianas. Em 1936 foi nomeado diretor da Accademia di Brera, cargo que manterá até 1944. Seu trabalho também fez parte do evento de escultura na competição de arte nos Jogos Olímpicos de Verão de 1936 .
Em 1938, Giorgio de Chirico em Roma e Salvatore Quasimodo em Turim apresentaram duas exposições pessoais da obra de Messina. Em 1942 ganhou o Prêmio de Escultura na XXIII Bienal Internazionale d'arte de Veneza, onde expôs quinze esculturas e dezessete desenhos.
Em 1943, Messina foi nomeado Emérito Acadêmico da Itália . Com o colapso do regime fascista, ele foi temporariamente demitido da academia, apenas porque havia sido diretor durante o período fascista . No entanto, em 1947 ele já havia recuperado sua cátedra. No mesmo período o artista participou da Exposição Gráfica e Escultura em Buenos Aires, na Galeria Muller, alcançando um sucesso notável. Em 1949 expôs na 3ª Sculpture International realizada pelo Museu de Arte da Filadélfia, na Filadélfia, Pensilvânia, juntamente com Marino Marini e Picasso .

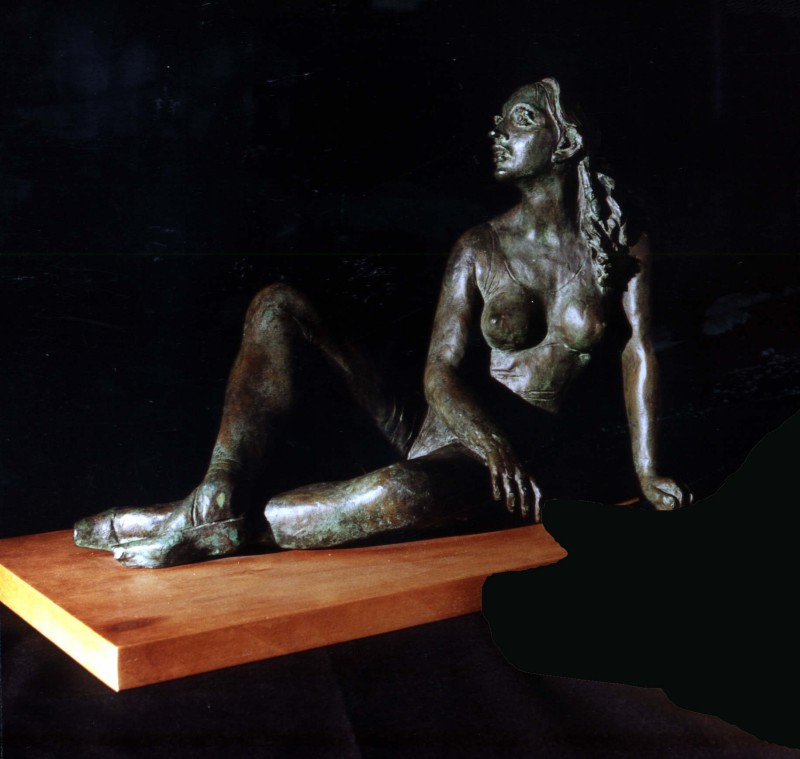
Romântica, 1973 ca. (Fondazione Cariplo)

Em 1956 participou em uma exposição pessoal na XXVIII Biennale di Venezia. Em 1963 produziu o grande monumento a Pio XII para a Basílica de São Pedro no Vaticano, bem como o busto de Pietro Mascagni para o Teatro alla Scala . No mesmo ano, recebeu o Prêmio Michelangelo de Escultura em Florença .
Em 1966, Messina foi contratado pela italiana RAI para criar o Cavallo morente (Dying Horse), que se tornou o logotipo da TV nacional italiana, colocado na entrada do edifício RAI em Roma. Em 1968, ele esculpiu o monumento a Pio XI para a Catedral de Milão . Na década de 1970, o Vaticano atribuiu-lhe a Sala Borgia da Galeria Vaticano Paulus VI, dedicada à arte sacra moderna, como sua exposição permanente de vinte esculturas com tema sagrado.
Em 1974, a cidade de Milão abriu o Civico Museo - Studio Francesco Messina na antiga igreja de "San Sisto al Carrobbio".
Continuará a ser o estúdio permanente e oficial do artista até à sua morte, acolhendo também oitenta esculturas ( gessos, terracotas policromadas, bronzes, ceras ) e trinta obras gráficas ( litografias, pastéis, acquarellos, desenhos a lápis) doados à Comune di Milano .
Em 1978, Messina participou de duas importantes exposições na União Soviética no Museu Pushkin de Moscou e no Hermitage de São Petersburgo, ambas abrirão seções dedicadas de suas esculturas, com 80 peças em exposição. Em 1981, na antiga igreja de São Francisco em Pordenone, foi realizada uma exposição de seus desenhos inéditos e, no mesmo período, uma exposição de esculturas no Palazzo Flangini-Biglia de Sacile . Entre 1984 e 1986, suas esculturas foram expostas no Theseus Tempel de Viena, no Hirshhorn Museum de Washington e na Gallery Universe de Tóquio.
Até sua morte em Milão em 1995, Messina continuou seu trabalho de escultor e pintor e, auxiliado por sua filha Paola, corrigiu e revisou as numerosas biografias dedicadas a ele em todo o mundo. 

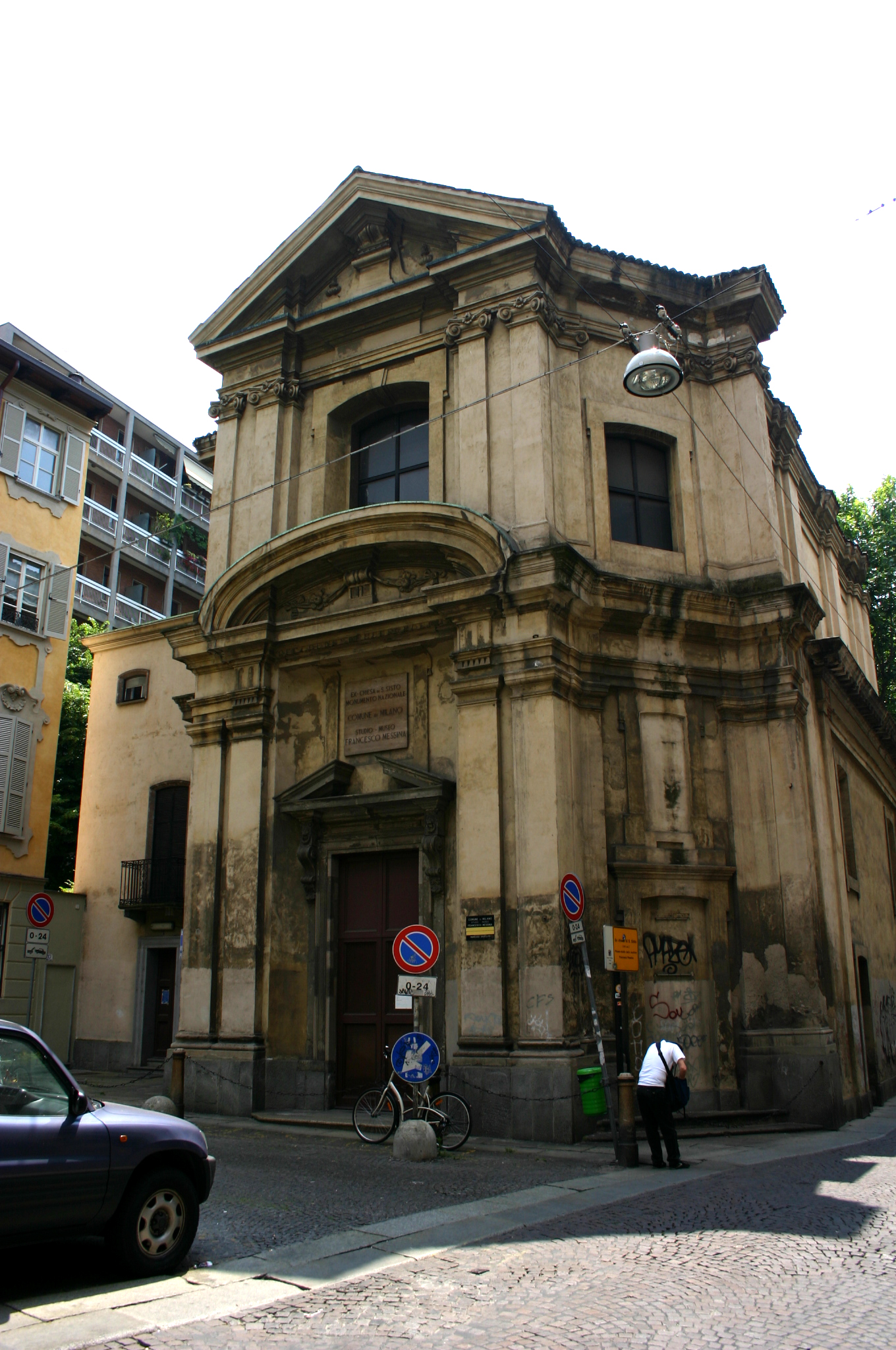
O Francesco Messina Musem, na antiga Igreja de São Sisto, Milão

- Pugilatore, Turim, Galleria civica d'arte moderna e contemporânea (1929)
- Nuotatore sulla spiaggia, Roma, Galleria nazionale d'arte moderna (1930)
- Monumento a Cristoforo Colombo, Chiavari (1935)
- Monumento equestre Regisole (ou Raggiasole), Pavia (1937), em memória do monumento romano do imperador Antonino Pio destruído em 1796
- Monumento Minerva armata, Pavia, Universidade de Pavia (1938)
- Estátua de Costanzo Ciano, La Spezia, Museu Técnico Naval (1940)
- I quattro cavalli di bronzo (Os Quatro Cavalos de Bronze), Formello (Le Rughe) 1941–1970, Coleção Giovanni Leone[7]
- Estátuas do Cimitero Monumentale di Milano, da Igreja de Sant'Eugenio em Roma e da Cidadela Cristã de Assis (1950–1960)
- Busto de Giacomo Puccini, Teatro alla Scala em Milão (1958)
- Beatrice, Dallas, Southern Methodist University (1959)
- Monumento de mármore a Catarina de Siena, em Castel Sant'Angelo Roma (1961–1962) [8]
- Monumento a Pio XII, Basílica de São Pedro, Cidade do Vaticano (1963)
- Busto de Pietro Mascagni, Teatro alla Scala Milão (1963)
- Cavallo Morente (cavalo moribundo), RAI Building Roma (1966)
- Monumento a Pio XI, Catedral de Milão (1968)
- Monumental Via Crucis com Madonna con Bambino em mármore de Carrara e Estátua da Ressurreição de Cristo com 6m de altura, San Giovanni Rotondo (1968–1980)
- Retrato de Ranieri III Grimaldi, Príncipe de Mônaco (1974)
- Stallone ferito (cavalo ferido), Catania, Praça Vittorio Emanuele III
- Sirenetta, Catânia, Praça Europa

Uma seleção da obra de Messina (ca. 100) está permanentemente exposta na antiga Igreja de São Sisto em Milão. (ver foto à direita)

## Prêmios
- Prêmio de Escultura em 1942 na Biennale Internazionale d'Arte de Veneza
- Cidadão honorário da cidade de Milão desde 1975. Em 1979, a Pinacoteca Estatal de Munique organizou uma exposição abrangente de suas esculturas e artes gráficas em Messina.
- Honoris causa acadêmico da Academia de Belas Artes da União Soviética de 1988 e acadêmico honorário de 1990